# Aristeus alcocki
Aristeus alcocki är en kräftdjursart som beskrevs av Ramadan 1938. Aristeus alcocki ingår i släktet Aristeus och familjen Aristeidae. Inga underarter finns listade i Catalogue of Life.